# Comuna de Brzeżno
Brzeżno (polaco: Gmina Brzeżno) é uma gminy (comuna) na Polónia, na voivodia de Pomerânia Ocidental e no condado de Świdwiński.
De acordo com os censos de 2007, a comuna tem 2.833 habitantes, com uma densidade 25,6 hab/km².

## Área
Estende-se por uma área de 110,84 km².